# ازدرافکو میلیاک
ازدرافکو میلیاک (انگلیسی: Zdravko Miljak؛ زادهٔ ۱۱ سپتامبر ۱۹۵۰) بازیکن هندبال اهل یوگسلاوی بود.